# Wachtebeke
Wachtebeke é um município belga situado na província de Flandres Oriental. O município comprende a vila homónima e ainda a pequena vila de Overslag. Em 1 de Janeiro de 2006, o município tinha uma população de 6.881 habitantes, uma área total de 34,53 km² , correspondendo a uma densidade populacional de 199 habitantes por km².
A Langelede é um pequeno canal que corresponde a uma rua residencial da vila. Os subúrbios estão lentamente migrando de uma agricultura pobre para uma área residencial de classe média alta.

## Vilas vizinhas
- a. Moerbeke
- b. Eksaarde (Lokeren)
- c. Zaffelare (Lochristi)
- d. Mendonk (Ghent)
- e. Sint-Kruis-Winkel (Ghent)
- f. Zelzate

### Mapa
I:Wachtebeke  II:Overslag

## Evolução demográfica
- Fonte:NIS

## Pessoas originárias de Wachtebekee
- Jonas Geirnaert, realizador de desenhos animados e comediante
- Lieven Scheire, comediante

## Ligações demográficas
- (em neerlandês) Página oficial do município de Wachtebeke